# Oecetis aniruddha
Oecetis aniruddha är en nattsländeart som beskrevs av Schmid 1995. Oecetis aniruddha ingår i släktet Oecetis och familjen långhornssländor. Inga underarter finns listade i Catalogue of Life.